# DSD

Порівняння з Імпульсно-кодовою модуляцією (PCM).

Формат DSD (англ. Direct Stream Digital) використовується для запису SACD (Super Audio CD).

## Однорозрядне квантування
Аналоговий звуковий сигнал конвертується в цифровий за допомогою дельта-сигма-модуляції при частоті дискретизації 2 822,4 кГц (у 64 рази більше, ніж у CD Audio), але з роздільною здатністю всього 1 біт, на відміну від використовуваних у форматі CD 16 біт при частоті 44,1 кГц. Таке перетворення, при якому відліки аналогового сигналу беруться з частотою, що багаторазово перевищує верхню граничну частоту сигналу, називається семплюванням з передискретизацією (англ. oversampling).
Oversampling має велике значення під час усунення шумів квантування, що вносяться квантувачем. Оскільки сигнал передискретизований, сусідні відліки корелюють один з одним. У підсумку так званого «мережевого ефекту» потужність шуму в частотному діапазоні, займаному корисним сигналом, зменшується пропорційно підвищенню частоти дискретизації. Таким чином, відношення сигнал/шум збільшується, коли частота дискретизації стає більше. Передискретизація дозволяє уникнути необхідності попереднього фільтрування і зберігає гармоніки в їх первинному стані (хоча вони можуть виявитися задавленими шумом квантування, особливо на високих частотах). Фазова характеристика стає більш схожою з високочастотною характеристикою аналогових систем.
Щоб мати менший рівень шумів в межах частотного діапазону корисного сигналу застосовується технологія формуванням шуму (англ. noise shaping), яка переміщує шуми за межі чутного діапазону. Потім однорозрядні імпульси записуються напряму на носій.
Позитивна зміна амплітуди буде представлено усіма «1». Негативне — всіма «0». Нульова точка буде представлена зміною двійкового числа. Оскільки значення амплітуди аналогового сигналу в кожен момент представлено у вигляді щільності імпульсів, цей метод іноді називають модуляцією за тривалістю імпульсів або імпульсною модуляцією по щільності (англ. Pulse Density Modulation, PDM) .
Цифро-аналогове перетворення полягає в простому відфільтровуванні однорозрядного представлення для видалення надзвукових шумів.

## Формати
Для можливості запису, редагування, мастерингу і авторингу у форматі DSD (без перетворення в ІКМ) у 2000 році був розроблений файловий формат DSDIFF (англ. Direct Stream Digital Interchange File Format).
Для зниження займаного дискового простору і для зменшення смуги передачі, необхідної для DSD, застосовується стиснення звуку без втрат DST (англ. Direct Stream Transfer). У 2005 році DST стандартизований як MPEG-4 Аудіо стандарт (ISO/IEC 14496-3:2001 — Кодування без втрат звуку з передискретизацією). У 2007 році була опублікована еталонна реалізація MPEG-4 DST як ISO/IEC 14496-5:2001.
Для вирішення деяких проблем був розроблений новий студійний формат, його називають «DSD-wide», який зберігає високу частоту дискретизації стандартного DSD, але використовує 8-бітовий, а не однобітовий digital word length, при цьому значною мірою спирається на принцип «формування шуму». Він стає майже таким же, як PCM (його іноді зневажливо називають PCM-narrow), але має додаткові переваги і більш практичний при DSP-операціях у студії. Головна відмінність у тому, що DSD-wide як і раніше зберігає частоту дискретизації 2,8224 МГц (64Fs) в той час як найвища частота РСМ — 352,8 кГц (8FS). Потім сигнал DSD - Wide перетворюється з пониженням в звичайний DSD для мастерингу SACD. В результаті цієї технології та інших поліпшень існує декілька цифрових аудіо робочих станцій (DAW ), які працюють або можуть працювати в області DSD, зокрема Pyramix і деякі системи SADiE.
Інший формат для редагування DSD — це DXD (Digital eXtreme Definition), формат PCM із 24-бітним квантуванням і частотою дискретизації 352,8 кГц (або, як варіант, 384 кГц).